# Llista dels premis i honors concedits a Akira Kurosawa

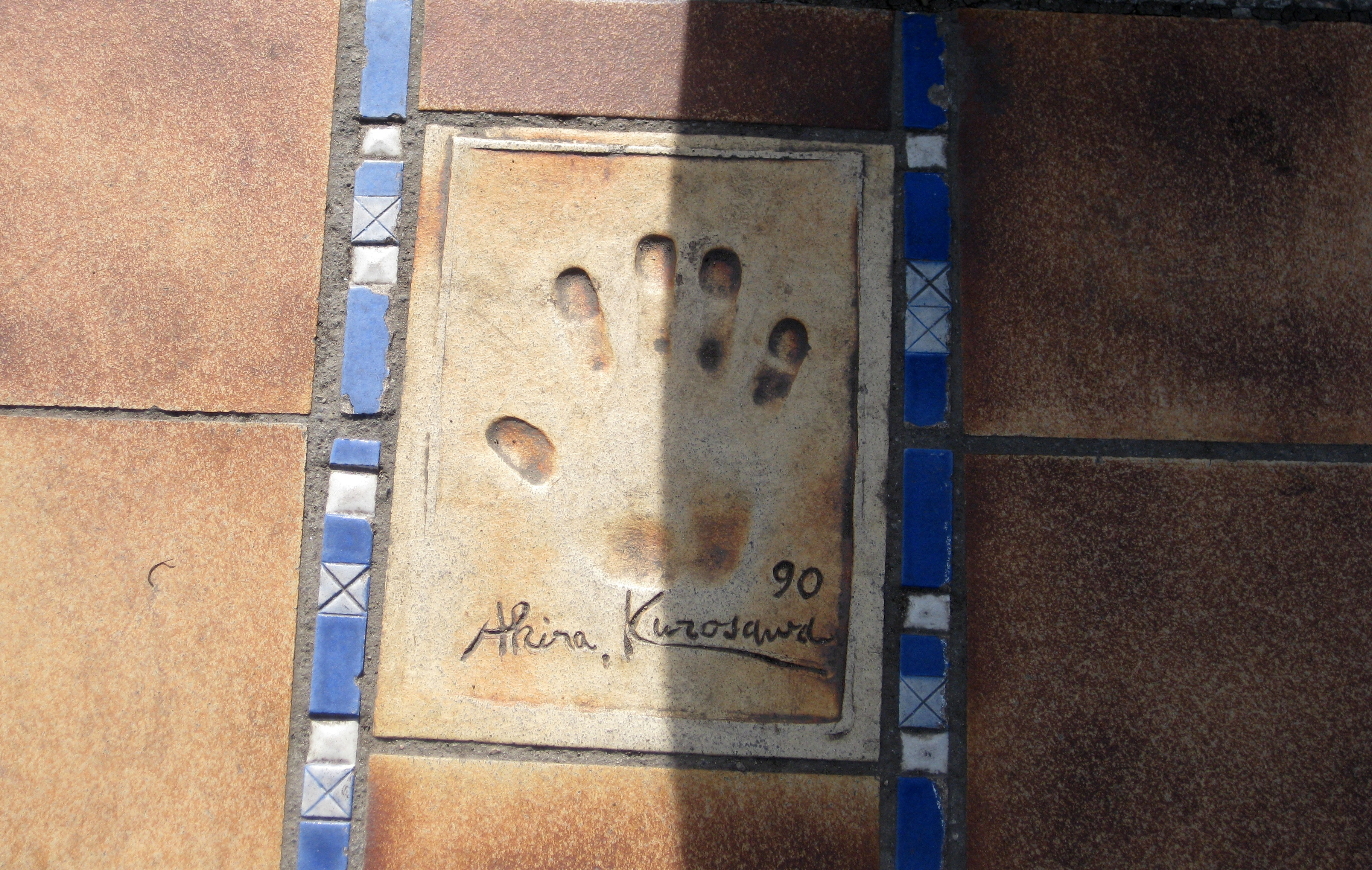
Impressió manual en el ciment d'Akira Kurosawa a Cannes, França, seu del Festival Internacional de Cinema de Canes.

La taula següent és una llista dels premis i honors concedits Akira Kurosawa, el reconegut director de cinema japonès. La llista representa tres categories de premis de cinema o honors:
- Premis a la millor pel·lícula que ha rebut Kurosawa com a director; inclou els "premis a la millor pel·lícula estrangera";
- Premis al millor director o al millor guionista per pel·lícules que ha dirigit Kurosawa;
- Premis de reconeixement a una gran carrera dins el cinema.

Per raons d'espai, dues categories de premis han estat excloses de la taula a sota:
- Les nominacions als premis atorgats al mateix Kurosawa o a les pel·lícules que va dirigir que no va acabar guanyant (p. ex., la nominació de Tron de sang al Festival Internacional de Cinema de Venècia per al premi del Lleó d'Or el 1957; la nominació com a Oscar al millor director per Ran al 1985);
- Els premis donats a altres membres que participaven en pel·lícules de Kurosawa-va (p. ex., Toshiro Mifune premi al millor actor per Yojimbo el 1961 en el Festival de Cinema de Venècia).

## Taula
La informació en la taula prové del la pàgina de premis d'Akira Kurosawa a IMDb i a les pàgines de premis de cada pel·lícula, també a IMDb. Aquestes dades s'han complementat amb la filmografia de Kurosawa publicada pel seu biògraf, Stuart Galbraith IV, tret que s'indiqui el contrari.
Clau: (NC) = No es coneix; (P) = premi pòstum
| Any de Premi o Honor (si sabut) | Nom de Premi o Honor                                          | Organització atorgant (si se sap)                                                  | País d'origen | Donat per…                                                           | Títol de pel·lícula (si aplicable)   |
| ------------------------------- | ------------------------------------------------------------- | ---------------------------------------------------------------------------------- | ------------- | -------------------------------------------------------------------- | ------------------------------------ |
| (NC)                            | Premi Sadao Yamanaka                                          | (NC)                                                                               | Japó          | Pel·lícula                                                           | Sugata Sanshirō (1943)               |
| (NC)                            | National Incentive Film Prize [compartit amb Torii Kyouemon]  | (NC)                                                                               | Japó          | Pel·lícula                                                           | Sanshiro Sugata                      |
| 1948                            | Mainichi Film Concours                                        | Mainichi Shimbun(Diari)                                                            | Japó          | Director                                                             | Un diumenge meravellós (1947)        |
| 1949                            | Premi Kinema Jumpo (el premi dels crítics)                    | Revista Kinema Jumpo                                                               | Japó          | Pel·lícula                                                           | L'àngel ebri (1948)                  |
| 1949                            | Mainichi Film Concours                                        | Mainichi Shimbun                                                                   | Japó          | Pel·lícula                                                           | L'àngel ebri                         |
| (NC)                            | Geijutsusai (Arts Festival) – Premi Magnífic                  | Ministeri d'Educació                                                               | Japó          | Pel·lícula                                                           | El gos rabiós (1949)                 |
| 1951                            | Burū Ribon Shō                                                | L'Associació de Periodistes del CInema de Tòquio                                   | Japó          | Guió (amb Shinobu Hashimoto)                                         | Rashōmon (1950)                      |
| 1951                            | Lleó d'Or (Primer premi)                                      | Festival de cinema de Venècia                                                      | Itàlia        | Pel·lícula                                                           | Rashōmon                             |
| 1951                            | Premi de NBR                                                  | National Board of Review                                                           | EUA           | Pel·lícula, Director                                                 | Rashōmon                             |
| 1952                            | Honorary Premi - Pel·lícula de Llengua Estrangera Excepcional | AMPAS (Premi d'Acadèmia)                                                           | EUA           | Pel·lícula                                                           | Rashōmon                             |
| 1953                            | Premi Kinema Jumpo                                            | Revista Kinema Jumpo                                                               | Japó          | Pel·lícula                                                           | Ikiru (1952)                         |
| 1953                            | Mainichi Film Concours                                        | Mainichi Shimbun                                                                   | Japó          | Pel·lícula, Guió (amb Shinobu Hashimoto i Hideo Oguni)               | Ikiru                                |
| (NC)                            | Festival d'arts                                               | Ministeri d'Educació                                                               | Japó          | Pel·lícula                                                           | Ikiru                                |
| 1954                            | Premi especial del Senat de Berlín                            | Festival Internacional de Cinema de Berlín                                         | Alemanya      | Pel·lícula                                                           | Ikiru                                |
| 1954                            | Lleó d'Argent de St. Marc (Premi de Segon)                    | Festival de cinema de Venècia                                                      | Itàlia        | Pel·lícula                                                           | Els set samurais (1954)              |
| 1959                            | Diploma de Mèrit                                              | Jussi Premi                                                                        | Finlàndia     | Director                                                             | Els set samurais                     |
| 1959                            | Burū Ribon Shō                                                | L'Associació de Periodistes de Pel·lícula del Tòquio                               | Japó          | Pel·lícula                                                           | La fortalesa amagada (1958)          |
| 1959                            | Os de Berlina de la plata                                     | Festival de cinema de Berlín                                                       | Alemanya      | Director                                                             | La fortalesa amagada                 |
| 1959                            | FIPRESCI Premi                                                | Federació Internacional de Crítics de Pel·lícula (Festival de cinema de Berlín)    | Alemanya      | Pel·lícula                                                           | La fortalesa amagada                 |
| 1961                            | Premi de Llorer daurat                                        | David O. Selznick                                                                  | EUA           | Pel·lícula                                                           | Ikiru                                |
| 1964                            | Mainichi Film Concours                                        | Mainichi Shimbun                                                                   | Japó          | Pel·lícula, Guió (amb Ryuzo Kikushima, Eijiro Hisaita i Hideo Oguni) | El cel i l'infern (1963)             |
| 1964                            | Premi de Llorer daurat                                        | David O. Selznick                                                                  | EUA           | Pel·lícula                                                           | El cel i l'infern                    |
| 1965                            | Asahi Premi de cultura                                        | Asahi Shimbun                                                                      | Japó          | Pel·lícula                                                           | Barba-roja (1965)                    |
| 1965                            | Estranger Honorary Membre                                     | Acadèmia americana d'Arts i Ciències                                               | EUA           | Carrera                                                              |                                      |
| 1965                            | Periodisme, Literatura i Arts de Comunicació Creativa         | Premi Ramon Magsaysay                                                              | Filipines     | Carrera                                                              |                                      |
| 1965                            | Premi d'OCIC                                                  | OCIC (més tardà Signis) (Festival de cinema de Venècia)                            | Itàlia        | Director                                                             | Barba-roja                           |
| (NC)                            | Premi de l'Associació Soviètica de Directors                  | Festival de cinema de Moscou                                                       | URSS          | Pel·lícula                                                           | Barba-roja                           |
| (NC)                            | Premi Million Pearl                                           | Tòquio Roei                                                                        | Japó          | Pel·lícula                                                           | Barba-roja                           |
| (NC)                            | Premi de NHK                                                  | NHK (radioemissor)                                                                 | Japó          | Pel·lícula                                                           | Barba-roja                           |
| 1966                            | Burū Ribon Shō                                                | Associació de Periodistes de Cinema de Tòquio                                      | Japó          | Pel·lícula                                                           | Barba-roja                           |
| 1966                            | Mainichi Film Concours                                        | Mainichi Shimbun                                                                   | Japó          | Pel·lícula                                                           | Barba-roja                           |
| 1966                            | Premi Kinema Jumpo                                            | Revista Kinema Jumpo                                                               | Japó          | Pel·lícula                                                           | Barba-roja                           |
| (NC)                            | Geijutsusai (Festival d'arts) Premi per Excel·lència          | Ministeri d'Educació                                                               | Japó          | Pel·lícula                                                           | Dodesukaden (aka, Dodeskaden) (1970) |
| 1975                            | Premi daurat                                                  | 9è Festival Internacional de cinema de Moscou                                      | URSS          | Pel·lícula                                                           | Dersu Uzala (1975)                   |
| 1975                            | Premi FIPRESCI                                                | La Federació Internacional de Crítics de Pel·lícula (Festival de cinema de Moscou) | URSS          | Pel·lícula                                                           | Dersu Uzala                          |
| 1976                            | Oscar a la millor pel·lícula de parla no anglesa              | AMPAS (Premis d'Acadèmia)                                                          | EUA           | Pel·lícula                                                           | Dersu Uzala                          |
| 1977                            | David                                                         | David di Donatello Premis                                                          | Itàlia        | Director                                                             | Dersu Uzala                          |
| 1977                            | Plata Ribbon                                                  | Sindicat Nacional Italià de Periodistes de Cinema                                  | Itàlia        | Pel·lícula                                                           | Dersu Uzala                          |
| 1978                            | Prix Léon Moussinac                                           | Sindicat francès de Crítics de Cinema                                              | França        | Pel·lícula                                                           | Dersu Uzala                          |
| 1978                            | Halo daurat                                                   | Fotografia de Moviment de Califòrnia del sud Consell                               | EUA           | Pel·lícula                                                           | Dersu Uzala                          |
| 1979                            | Honorary Premi                                                | 11è Moscou Festival de cinema Internacional                                        | URSS          | Carrera                                                              | -                                    |
| 1980                            | Palme d'O (Primer Premi)                                      | Cannes Festival de cinema                                                          | França        | Pel·lícula                                                           | Kagemusha (1980)                     |
| 1980                            | Hochi Premi de pel·lícula                                     | Hochi Shimbun (Diari)                                                              | Japó          | Pel·lícula                                                           | Kagemusha                            |
| 1981                            | Burū Ribon Shō                                                | L'Associació de Periodistes de Pel·lícula del Tòquio                               | Japó          | Pel·lícula                                                           | Kagemusha                            |
| 1981                            | Mainichi Film Concours                                        | Mainichi Shimbun                                                                   | Japó          | Pel·lícula, Director                                                 | Kagemusha                            |
| 1981                            | El premi d'Elecció del lector                                 | Mainichi Shimbun                                                                   | Japó          | Pel·lícula                                                           | Kagemusha                            |
| 1981                            | César                                                         | Premis César                                                                       | França        | Pel·lícula                                                           | Kagemusha                            |
| 1981                            | David                                                         | Premis David di Donatello                                                          | Itàlia        | Director                                                             | Kagemusha                            |
| 1981                            | Premi BAFTA                                                   | BAFTA                                                                              | Regne Unit    | Director                                                             | Kagemusha                            |
| 1981                            | Plata Ribbon                                                  | Italià Nacional Syndicate de Periodistes de Pel·lícula                             | Itàlia        | Director                                                             | Kagemusha                            |
| 1982                            | Lleó Daurat a una Carrera                                     | Festival de cinema de Venècia                                                      | Itàlia        | Carrera                                                              | -                                    |
| 1985                            | Premi de LAFCA                                                | Los Angeles Film Critics Association                                               | EUA           | Pel·lícula, Carrera                                                  | Ran (1985)                           |
| 1985                            | Premi NBR                                                     | National Board of Review                                                           | EUA           | Pel·lícula, Director                                                 | Ran                                  |
| 1985                            | Premi OCIC                                                    | OCIC (later Signis) (Festival de Cinema de Sant Sebastià)                          | Espanya       | Pel·lícula                                                           | Ran                                  |
| 1985                            | Premi de BSFC                                                 | Boston Society of Film Critics                                                     | EUA           | Pel·lícula                                                           | Ran                                  |
| 1985                            | Premi NYFCC                                                   | New York Film Critics Circle                                                       | EUA           | Pel·lícula                                                           | Ran                                  |
| 1986                            | Premis NSFC                                                   | National Society of Film Critics                                                   | EUA           | Pel·lícula                                                           | Ran                                  |
| 1986                            | Premis Amanda                                                 | Norwegian International Film Festival                                              | Noruega       | Pel·lícula                                                           | Ran                                  |
| 1986                            | Burū Ribon Shō                                                | The Association of Tokyo Film Journalists                                          | Japó          | Pel·lícula                                                           | Ran                                  |
| 1986                            | Bodil                                                         | Premis Bodil                                                                       | Dinamarca     | Pel·lícula                                                           | Ran                                  |
| 1986                            | David                                                         | Premis David di Donatello                                                          | Itàlia        | Pel·lícula                                                           | Ran                                  |
| 1986                            | Mainichi Film Concours                                        | Mainichi Shimbun                                                                   | Japó          | Pel·lícula, Director                                                 | Ran                                  |
| 1986                            | Golden Jubilee Award                                          | Sindicat de Directors d'Amèrica                                                    | EUA           | Carrera                                                              | -                                    |
| 1986                            | Premi Akira Kurosawa                                          | Festival Internacional de Cinema de San Francisco                                  | EUA           | Carrera                                                              | -                                    |
| 1987                            | Premi de Pel·lícula del BAFTA                                 | BAFTA                                                                              | Regne Unit    | Pel·lícula                                                           | Ran                                  |
| 1987                            | Premi d'ALFS                                                  | London Film Critics' Circle                                                        | Regne Unit    | Pel·lícula, Director                                                 | Ran                                  |
| 1989                            | Lifetime Achievement Award                                    | AMPAS (Premis Acadèmia)                                                            | EUA           | Carrera                                                              |                                      |
| 1990                            | Premi especial                                                | Fukuoka Prize                                                                      | Japó          | Carrera                                                              |                                      |
| 1992                            | Pel·lícula/de teatre                                          | Praemium Imperiale                                                                 | Japó          | Carrera                                                              |                                      |
| 1992                            | Lifetime Achievement Award                                    | Sindicat de Directors d'Amèrica                                                    | EUA           | Carrera                                                              |                                      |
| 1994                            | Kyoto Prize in Arts and Philosophy                            | Inamori Foundation                                                                 | Japó          | Carrera                                                              |                                      |
| 1998                            | Premi especial (per la seva obra) (P)                         | Nikkan Sports Film Award                                                           | Japó          | Carrera                                                              | -                                    |
| 1999                            | Lifetime Achievement Award (P)                                | Japan Academy Prize                                                                | Japó          | Carrera                                                              | -                                    |
| 1999                            | Burū Ribon Shō Premi Especial (per la seva obra) (P)          | The Association of Tokyo Film Journalists                                          | Japó          | Carrera                                                              | -                                    |
| 1999                            | Mainichi Film Concours Premi Especial (per la seva obra) (P)  | Mainichi Shimbun                                                                   | Japó          | Carrera                                                              | -                                    |
| 1999                            | Asian of the Century Award (Arts, Literatura i Cultura) (P)   | CNN AsianWeek (ENS)                                                                | EUA           | Carrera                                                              | -                                    |